# Свети Сабор у Јеревану
Сабор Пресвете Богородице, Саборни храм Пресвете Богородице или Свети Сабор (јерм. Կաթողիկե Սուրբ Աստվածածին եկեղեցի, Kat'oghike Surp Astvatsatsin yekeghetsi) мала је средњовековна црква из 13. века смештена у округу Кетрон у Јеревану, главном граду Јерменије.

## Историја
Према натписима урезаним на једном од зидова цркве, преживела структура која се може видети данас датира из 1264. године.
Након разарајућег земљотреса који је погодио Јереван и околину 1679. године, у древном јереванском округу Шахару изграђена је велика базилика посвећена Пресветој Богородици у периоду 1693—1695. године, заузимајући западни део простора око постојеће цркве. Нова црква била је изграђена од типичне јерменске седре и није имала куполу. Припадала је јерменском црквеном архитектонском стилу тробродне базилике. Црква је, заједно са својом молитвеном просторијом, била димензија 14 × 19,3 метара и спољашњег периметра 16,4 × 28,4 метара и сматрана је једном од најпространијих цркви старог Јеревана. Црква је имала улаз и на јужној и на западној страни.
Године 1936. базилика Пресвете Богородице срушена је од стране совјетских власти како би се направило место за стамбене зграде и језички институт на авенији Сајат-Нова. Током рушења, откривена је тринаестовековна Саборна црква која се налазила унутар структуре велике базилике. Након протеста археолога, власти су одустале од рушења ове црквице, тако да је Саборна црква сачувана. Многи стари хачкари (камени са крстовима) пронађени су у зидовима ове мале Саборне цркве, у коју су уграђени у периоду 15—17. века.
Сама порушена базилика била је изграђена на темељима још једне старије цркве познате као црква Пресвете Богородице, по којој је базилика и добила назив. Хипотеза да је ова старија црква постојала у потпуности је потврђена када су, приликом рушења јужних и северних зидова базилике, пронађене две сакристије.
Најстарији натписи на западној фасади Светог Сабора датирају из 1264. године, а постоје натписи из 1284. и 1299. године, као и из 16. века, док се на северним зидовима налазе натписи из 1609. године. Сходно томе, вероватно је почетком 17. века изграђена мала капела са западне стране Саборне цркве, над којом је крајем истог века изграђена црква Пресвете Богородице. Ови налази значајни су због тога што потврђују закључак да је Саборна црква Пресвете Богородице била само једна од цркви која је преживела разарајући земљотрес који је погодио Јереван у 17. веку.
Садашња црквица Пресвете Богородице, која и даље носи име Саборна црква, релативно је мала црква са основом крста — 5,4 × 7,5 метара, па због ограниченог простора служи само као молитвена зграда и у њој се не обављају црквени ритуали.

## Црква Свете Ане
Северно од Светог Сабора изграђен је нови верски комплекс који укључује много већу цркву Свете Ане и зграду која представља резиденцију католикоса свих Јермена. Дана 4. јула 2009. године, католикос Карекин II благословио је земљиште и почетак изградње цркве Свете Ане и пратећег комплекса, а церемонији су присуствовали председник Јерменије Серж Саргсјан, председник Уставног суда Јерменије Гагик Арутјуњан, градоначелник Јеревана Гагик Белгаријан, чланови Братства Светог Ечмијаздина, чланови Врховног духовног народног већа и добротвори Ираир Овнанијан и његова супруга Ана, по којој црква и носи име, а дело је креирано по архитектонским плановима Вагна Мовсисјана.
Изградња цркве започета је 2011. године, а цела црква је завршена 2014. године. Дана 30. априла 2015. године католикос Карекин II је освештао завршену цркву Свете Ане.
На основу дизајна Вагна Мовсисјана, црква представља једнокуполну грађевину основе у облику крста и са звоником испред улаза. Са западне стране цркве налази се резиденција католикоса Карекина II.

## Галерија
- Свети Сабор, поглед са северозапада
- Саборни храм 2006. године, пре изградње цркве Свете Ане
- Свети Сабор 2014. године
- Саборни храм Пресвете Богородице
- Поглед из ваздуха
- Очувани хачкар старе базилике Пресвете Богородице
- Хачкар који се налази у комплексу Светог Сабора и цркве Свете Ане
- Хачкар у Светом Сабору
- Натписи на зиду цркве
- Унутрашњост Светог Сабора
- Људи на молитви у Светом Сабору
- Црква Свете Ане (лево) и Свети Сабор (десно)